# Dicranota nooksackiae
Dicranota nooksackiae är en tvåvingeart. Dicranota nooksackiae ingår i släktet Dicranota och familjen hårögonharkrankar.

## Underarter
Arten delas in i följande underarter:
- D. n. latistyla
- D. n. nooksackiae
- D. n. subtruncifer